# Neil Broad
Neil Broad (Kaapstad, 20 november 1966) is een voormalig Brits tennisser, die tussen 1986 en 2000 in het internationale tenniscircuit actief was.
Als dubbelspeler was hij succesvol met zeven toernooioverwinningen en stond daarnaast in nog zeventien finales.
Op de Olympische Zomerspelen van 1996 in Atlanta  verloor Broad met Tim Henman in de dubbelspelfinale van het Australische duo Todd Woodbridge en Mark Woodforde.

## Palmares

### Dubbelspel
| 1.                            | 8 januari 1989    | Adelaide               | Hardcourt     | Stefan Kruger    | Mark Kratzmann Glenn Layendecker   | 6–2 7–6       | Details |
| 2.                            | 30 juli 1989      | ATP Washington         | Hardcourt     | Gary Muller      | Jim Grabb Patrick McEnroe          | 6–7 7–6 6–4   | Details |
| 3.                            | 7 oktober 1990    | ATP Toulouse           | Hardcourt     | Gary Muller      | Michael Mortensen Michiel Schapers | 7–6 6–4       | Details |
| 4.                            | 9 februari 1992   | ATP Milaan             | Tapijt (i)    | David Macpherson | Sergio Casal Emilio Sánchez        | 5–7 7–5 6–4   | Details |
| 5.                            | 14 augustus 1994  | ATP San Marino         | Gravel        | Greg Van Emburgh | Jordi Arrese Renzo Furlan          | 6–4 7–6       | Details |
| 6.                            | 2 augustus 1998   | ATP Umag               | Gravel        | Piet Norval      | Jiří Novák David Rikl              | 6–1, 3–6, 6–3 | Details |
| 7.                            | 20 september 1998 | ATP Bournemouth        | Gravel        | Kevin Ullyett    | Wayne Arthurs Alberto Berasategui  | 7–6 6–3       | Details |
| Verloren finales heren dubbel |                   |                        |               |                  |                                    |               |         |
| 1.                            | 16 juli 1989      | ATP Newport            | Gras          | Stefan Kruger    | Patrick Galbraith Brian Garrow     | 6–2 5–7 3–6   | Details |
| 2.                            | 18 februari 1990  | ATP Toronto            | Tapijt (i)    | Kevin Curren     | Patrick Galbraith David Macpherson | 6–2 4–6 3–6   | Details |
| 3.                            | 12 augustus 1990  | ATP Cincinnati         | Hardcourt     | Gary Muller      | Darren Cahill Mark Kratzmann       | 6–7 2–6       | Details |
| 4.                            | 30 september 1990 | ATP Bazel              | Hardcourt (i) | Gary Muller      | Stefan Kruger Christo van Rensburg | 6–4 6–7 3–6   | Details |
| 5.                            | 25 oktober 1992   | ATP Lyon               | Tapijt (i)    | Stefan Kruger    | Jakob Hlasek Marc Rosset           | 1–6 3–6       | Details |
| 6.                            | 25 april 1993     | ATP Seoul              | Hardcourt     | Gary Muller      | Jan Apell Peter Nyborg             | 7–5 6–7 2–6   | Details |
| 7.                            | 13 juni 1993      | ATP Londen             | Gras          | Gary Muller      | Todd Woodbridge Mark Woodforde     | 7–6 3–6 4–6   | Details |
| 8.                            | 12 juni 1994      | ATP Florence           | Gravel        | Greg Van Emburgh | Jon Ireland Kenny Thorne           | 6–7 3–6       | Details |
| 9.                            | 2 oktober 1994    | ATP Palermo            | Gravel        | Greg Van Emburgh | Tom Kempers Jack Waite             | 6–7 4–6       | Details |
| 10.                           | 30 juli 1995      | ATP Amsterdam          | Gravel        | Wayne Arthurs    | Marcelo Ríos Sjeng Schalken        | 6–7 2–6       | Details |
| 11.                           | 21 april 1996     | ATP Barcelona          | Gravel        | Piet Norval      | Luis Lobo Javier Sánchez           | 1-6, 3-6      | Details |
| 12.                           | 23 juni 1996      | ATP Nottingham         | Gras          | Piet Norval      | Mark Petchey Danny Sapsford        | 7-6, 6-7, 4-6 | Details |
| 13.                           | 28 juli 1996      | Olympische Spelen 1996 | Hardcourt     | Tim Henman       | Todd Woodbridge Mark Woodforde     | 4–6 4–6 2–6   | Details |
| 14.                           | 6 oktober 1996    | ATP Lyon               | Tapijt (i)    | Piet Norval      | Jim Grabb Richey Reneberg          | 2-6, 1-6      | Details |
| 15.                           | 11 mei 1997       | ATP Hamburg            | Gravel        | Piet Norval      | Luis Lobo Javier Sánchez           | 3-6, 6-7(4)   | Details |
| 16.                           | 8 maart 1998      | ATP Rotterdam          | Tapijt (i)    | Piet Norval      | Jacco Eltingh Paul Haarhuis        | 6-7(3), 3-6   | Details |
| 17.                           | 21 februari 1999  | ATP Rotterdam          | Tapijt (i)    | Peter Tramacchi  | David Adams John-Laffnie de Jager  | 7–6 3–6 4–6   | Details |

## Prestatietabel
| Legenda | Legenda                          |
| ------- | -------------------------------- |
| g.t.    | geen toernooi gehouden           |
| l.c.    | lagere categorie                 |
| –       | niet deelgenomen                 |
| G       | uitgeschakeld in de groepsfase   |
| 1R      | uitgeschakeld in de eerste ronde |
| 2R      | uitgeschakeld in de tweede ronde |
| 3R      | uitgeschakeld in de derde ronde  |
| 4R      | uitgeschakeld in de vierde ronde |
| KF      | uitgeschakeld in de kwartfinale  |
| HF      | uitgeschakeld in de halve finale |
| F       | de finale verloren               |
| W       | het toernooi gewonnen            |
| w-v     | winst/verlies-balans             |

### Prestatietabel grand slam, dubbelspel
| Toernooi        | 1989 | 1990 | 1991 | 1992 | 1993 | 1994 | 1995 | 1996 | 1997 | 1998 | 1999 | 2000 | 2001 |
| --------------- | ---- | ---- | ---- | ---- | ---- | ---- | ---- | ---- | ---- | ---- | ---- | ---- | ---- |
| Australian Open | –    | 3R   | HF   | 3R   | 1R   | 1R   | 1R   | 3R   | 2R   | KF   | –    | 1R   | 1R   |
| Roland Garros   | –    | 2R   | –    | –    | 2R   | 1R   | –    | 2R   | 1R   | 2R   | 1R   | 1R   | –    |
| Wimbledon       | 2R   | 3R   | 2R   | 1R   | 2R   | 1R   | –    | 1R   | 1R   | KF   | 3R   | 3R   | 1R   |
| US Open         | –    | 1R   | 1R   | 1R   | 2R   | 1R   | 1R   | 1R   | 1R   | 1R   | KF   | 2R   | –    |